# Hair (레이디 가가의 노래)
Hair는 미국의 가수 레이디 가가의 두 번째 정규 앨범 Born This Way의 첫 번째 프로모션 싱글이다. 2011년 5월 18일에 인터스코프 레코드에서 발매하였다.